# 光信村
光信村（みつのぶむら）は、広島県神石郡にあった村。現在の神石郡神石高原町の一部にあたる。

## 地理
- 河川：高梁川水系小田川の源流部に位置していた[1]。

## 歴史
- 1889年（明治22年）4月1日、町村制の施行により、神石郡光信村が単独で村制施行し、光信村が発足[1][2]。高蓋村、木津和村、父木野村、光末村、光信村の町村組合を結成し役場を高蓋村に設置[1]。
- 1944年（昭和19年）1月1日、神石郡高蓋村、木津和村、父木野村、光末村と合併し、高蓋村が存続して廃止された[1][2]。

## 産業
- 農業、コンニャクイモ、葉煙草、和牛[1]